# Arrondissement Oloron-Sainte-Marie
Das Arrondissement Oloron-Sainte-Marie ist ein Verwaltungsbezirk im Département Pyrénées-Atlantiques in der französischen Region Nouvelle-Aquitaine.

## Geografie
Das Arrondissement grenzt im Westen an das Arrondissement Bayonne, im Osten an das Arrondissement Pau, im Norden an das Arrondissement Dax im Département Landes, im Südosten an das Arrondissement Argelès-Gazost im Département Hautes-Pyrénées (Okzitanien) und im Süden an Spanien mit den autonomen Provinzen Aragón und Navarra.

## Geschichte
Am 4. März 1790 wurde mit der Gründung des Départements Basses-Pyrénées auch ein „Distrikt Oloron“ gegründet, der in weiten Teilen dem heutigen Arrondissement entsprach. Am 17. Februar 1800 wurde daraus das Arrondissement Oloron gegründet.
Seit 10. September 1926 wurden Teile der aufgelösten Arrondissements Mauléon und Orthez dem Arrondissement Oloron zugeschlagen.
Die neue territoriale Aufteilung der Kantone, definiert durch das Gesetz vom 17. Mai 2013 und auf das Département bezogen durch das Dekret vom 25. Februar 2014, führte 2015 zu einem neuen administrativen Zuschnitt des Départements, bei dem die Zahl der Kantone im Département von 52 auf nunmehr 27 reduziert wurde. Seitdem liegen Gemeinden eines Kantons nicht mehr zwingend in demselben Arrondissement und mehrere Kantone teilen sich auf zwei Arrondissements auf.

## Verwaltung
Fünf Kantone gehören ganz oder teilweise zum Arrondissement Oloron-Sainte-Marie:
- Kanton Le Cœur de Béarn (mit 22 von 47 Gemeinden)
- Kanton Montagne Basque (mit 36 von 66 Gemeinden)
- Kanton Oloron-Sainte-Marie-1
- Kanton Oloron-Sainte-Marie-2
- Kanton Orthez et Terres des Gaves et du Sel (mit 31 von 40 Gemeinden)

## Gemeinden
Die Gemeinden des Arrondissements Oloron-Sainte-Marie sind:
| 1. Abitain (64004)*                         | 2. Accous (64006)                       | 3. Agnos (64007)                            | 4. Ainharp (64012)                 |
| 5. Alçay-Alçabéhéty-Sunharette (64015)      | 6. Alos-Sibas-Abense (64017)            | 7. Ance Féas (64225)                        | 8. Andrein (64022)                 |
| 9. Angous (64025)                           | 10. Aramits (64029)                     | 11. Araujuzon (64032)                       | 12. Araux (64033)                  |
| 13. Aren (64039)                            | 14. Arette (64040)                      | 15. Arrast-Larrebieu (64050)                | 16. Arudy (64062)                  |
| 17. Asasp-Arros (64064)                     | 18. Aste-Béon (64069)                   | 19. Athos-Aspis (64071)                     | 20. Audaux (64075)                 |
| 21. Aussurucq (64081)                       | 22. Auterrive (64082)                   | 23. Autevielle-Saint-Martin-Bideren (64083) | 24. Aydius (64085)                 |
| 25. Barcus (64093)                          | 26. Barraute-Camu (64096)               | 27. Bastanès (64099)                        | 28. Bedous (64104)                 |
| 29. Béost (64110)                           | 30. Bérenx (64112)                      | 31. Berrogain-Laruns (64115)                | 32. Bescat (64116)                 |
| 33. Bidos (64126)                           | 34. Bielle (64127)                      | 35. Bilhères (64128)                        | 36. Borce (64136)                  |
| 37. Bugnein (64149)                         | 38. Burgaronne (64151)                  | 39. Buziet (64156)                          | 40. Buzy (64157)                   |
| 41. Camou-Cihigue (64162)                   | 42. Carresse-Cassaber (64168)           | 43. Castagnède (64170)                      | 44. Castet (64175)                 |
| 45. Castetbon (64176)                       | 46. Castetnau-Camblong (64178)          | 47. Cette-Eygun (64185)                     | 48. Charre (64186)                 |
| 49. Charritte-de-Bas (64187)                | 50. Chéraute (64188)                    | 51. Dognen (64201)                          | 52. Eaux-Bonnes (64204)            |
| 53. Escos (64205)                           | 54. Escot (64206)                       | 55. Escou (64207)                           | 56. Escout (64209)                 |
| 57. Espès-Undurein (64214)                  | 58. Espiute (64215)                     | 59. Esquiule (64217)                        | 60. Estialescq (64219)             |
| 61. Estos (64220)                           | 62. Etchebar (64222)                    | 63. Etsaut (64223)                          | 64. Eysus (64224)                  |
| 65. Garindein (64231)                       | 66. Gère-Bélesten (64240)               | 67. Géronce (64241)                         | 68. Gestas (64242)                 |
| 69. Geüs-d’Oloron (64244)                   | 70. Goès (64245)                        | 71. Gotein-Libarrenx (64247)                | 72. Guinarthe-Parenties (64251)    |
| 73. Gurmençon (64252)                       | 74. Gurs (64253)                        | 75. Haux (64258)                            | 76. Herrère (64261)                |
| 77. Idaux-Mendy (64268)                     | 78. Issor (64276)                       | 79. Izeste (64280)                          | 80. Jasses (64281)                 |
| 81. L’Hôpital-d’Orion (64263)               | 82. L’Hôpital-Saint-Blaise (64264)      | 83. Laàs (64287)                            | 84. Labastide-Villefranche (64291) |
| 85. Lacarry-Arhan-Charritte-de-Haut (64298) | 86. Laguinge-Restoue (64303)            | 87. Lahontan (64305)                        | 88. Lanne-en-Barétous (64310)      |
| 89. Larrau (64316)                          | 90. Laruns (64320)                      | 91. Lasseube (64324)                        | 92. Lasseubetat (64325)            |
| 93. Lay-Lamidou (64326)                     | 94. Ledeuix (64328)                     | 95. Lées-Athas (64330)                      | 96. Léren (64334)                  |
| 97. Lescun (64336)                          | 98. Lichans-Sunhar (64340)              | 99. Lichos (64341)                          | 100. Licq-Athérey (64342)          |
| 101. Lourdios-Ichère (64351)                | 102. Louvie-Juzon (64353)               | 103. Louvie-Soubiron (64354)                | 104. Lurbe-Saint-Christau (64360)  |
| 105. Lys (64363)                            | 106. Mauléon-Licharre (64371)           | 107. Menditte (64378)                       | 108. Méritein (64381)              |
| 109. Moncayolle-Larrory-Mendibieu (64391)   | 110. Montfort (64403)                   | 111. Montory (64404)                        | 112. Moumour (64409)               |
| 113. Musculdy (64411)                       | 114. Nabas (64412)                      | 115. Narp (64414)                           | 116. Navarrenx (64416)             |
| 117. Ogenne-Camptort (64420)                | 118. Ogeu-les-Bains (64421)             | 119. Oloron-Sainte-Marie (64422)            | 120. Oraàs (64423)                 |
| 121. Ordiarp (64424)                        | 122. Orin (64426)                       | 123. Orion (64427)                          | 124. Orriule (64428)               |
| 125. Ossas-Suhare (64432)                   | 126. Osse-en-Aspe (64433)               | 127. Ossenx (64434)                         | 128. Poey-d’Oloron (64449)         |
| 129. Préchacq-Josbaig (64458)               | 130. Préchacq-Navarrenx (64459)         | 131. Précilhon (64460)                      | 132. Rébénacq (64463)              |
| 133. Rivehaute (64466)                      | 134. Roquiague (64468)                  | 135. Saint-Dos (64474)                      | 136. Sainte-Colome (64473)         |
| 137. Sainte-Engrâce (64475)                 | 138. Saint-Gladie-Arrive-Munein (64480) | 139. Saint-Goin (64481)                     | 140. Saint-Pé-de-Léren (64494)     |
| 141. Salies-de-Béarn (64499)                | 142. Sarrance (64506)                   | 143. Saucède (64508)                        | 144. Sauguis-Saint-Étienne (64509) |
| 145. Sauveterre-de-Béarn (64513)            | 146. Sévignacq-Meyracq (64522)          | 147. Sus (64529)                            | 148. Susmiou (64530)               |
| 149. Tabaille-Usquain (64531)               | 150. Tardets-Sorholus (64533)           | 151. Trois-Villes (64537)                   | 152. Urdos (64542)                 |
| 153. Verdets (64551)                        | 154. Viellenave-de-Navarrenx (64555)    | 155. Viodos-Abense-de-Bas (64559)           |                                    |

* Zahlen in Klammern sind INSEE-Codes

## Neuordnung der Arrondissements 2017

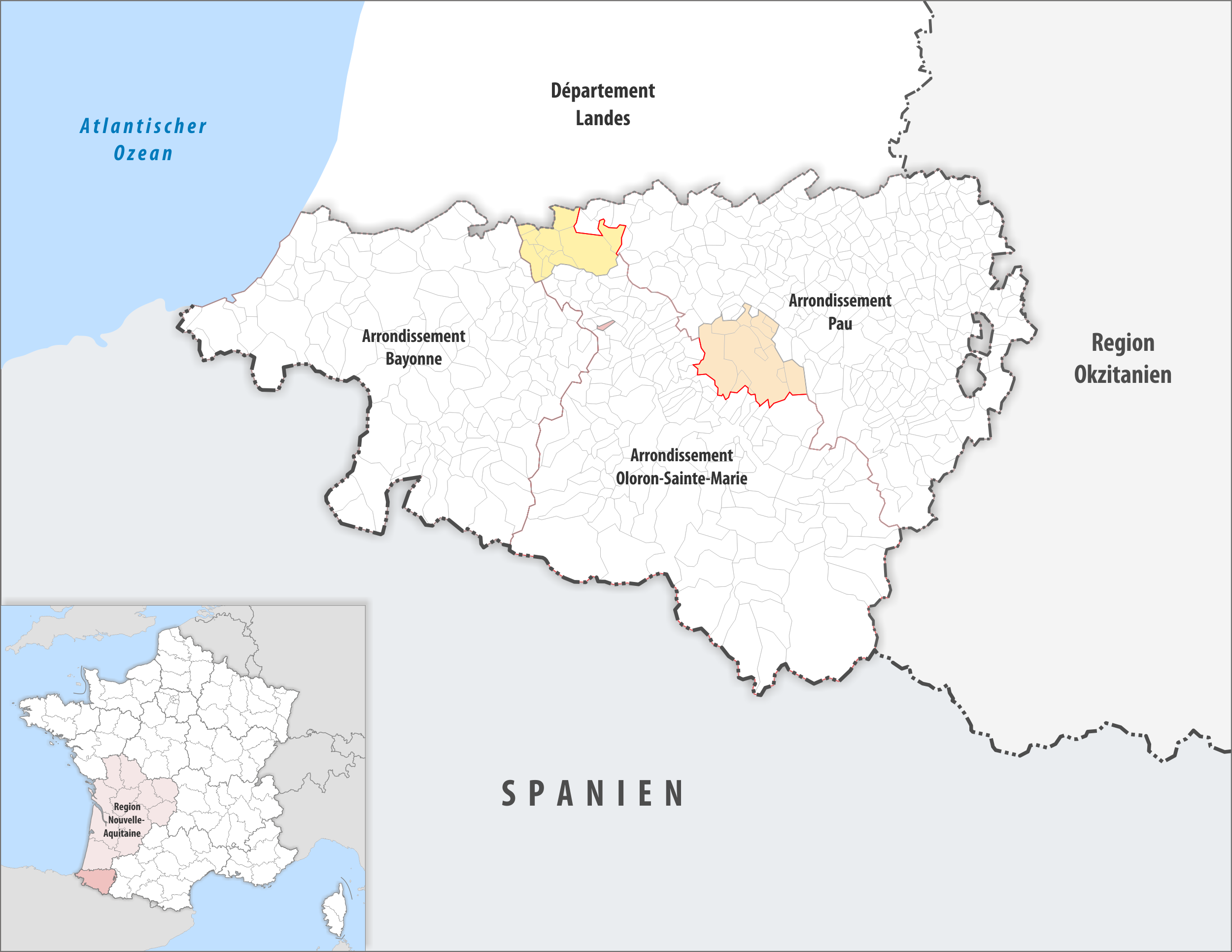
Arrondissementsanpassungen im Jahr 2017

Eine Reorganisation der Gemeinden ist im Dezember 2016 durchgeführt worden, um den Änderungen der Gemeindeverbände Rechnung zu tragen und eine Übereinstimmung der Arrondissements mit den Wahlbezirken herzustellen. Aus diesem Grund wurde die Gemeinde Gestas aus dem Arrondissement Bayonne herausgenommen und dem Arrondissement Oloron-Sainte-Marie hinzugefügt.
Die Gemeinden
- Abos,
- Aubertin,
- Cardesse,
- Cuqueron,
- Lacommande,
- Lahourcade,
- Lucq-de-Béarn,
- Monein,
- Parbayse,
- Pardies und
- Tarsacq

wurden aus dem Arrondissement Oloron-Sainte-Marie herausgenommen und dem Arrondissement Pau hinzugefügt.
Gleichzeitig wurden die Gemeinden
- Auterrive,
- Bérenx,
- Carresse-Cassaber,
- Castagnède,
- Escos,
- Labastide-Villefranche,
- Lahontan,
- Léren,
- Saint-Dos,
- Saint-Pé-de-Léren und
- Salies-de-Béarn

aus dem Arrondissement Pau herausgenommen und dem Arrondissement Oloron-Sainte-Marie hinzugefügt.

## Ehemalige Gemeinden seit der landesweiten Neuordnung der Kantone
- Bis 2017: Ance, Féas